# Écrasons et détruisons l'ennemi sans pitié !
Sans pitié, écrasons et détruisons l'ennemi ! est une affiche de propagande soviétique. Elle a été créée en 1941 par le trio de dessinateur Koukryniksy.

## Description
Cette affiche de propagande représente deux hommes. En haut à droite, on peut lire une phrase écrite en rouge : « Беспощадно разгромим и уничтожим врага! » qui en français signifie « Écrasons et détruisons l'ennemi sans pitié ! ». Le mot « ennemi » est le seul écrit en noir.
À droite, on voit un soldat de l'armée rouge habillé en rouge. Sur son casque, on peut voir une étoile blanche. Il est massif et imposant. Il porte dans ses mains une arme qui est pointée sur un autre personnage qui est une caricature d'Adolf Hitler, comme le montre son brassard avec une croix gammée. Ce dernier a la tête passée à travers un journal dont le titre est « Pacte de non-agression entre l'URSS et l'Allemagne ». Il symbolise la trahison d'Hitler lorsqu’il a rompu le Pacte germano-soviétique en déclenchant l'opération Barbarossa. Hitler porte dans sa main droite un pistolet et un masque arraché qui représente le fait qu'Hitler montre son vrai visage. Il regarde le soldat avec un air étonné et terrifié.